# Prosoplus densepunctatus
Prosoplus densepunctatus là một loài bọ cánh cứng trong họ Cerambycidae.